# Bataille de Princeton Court House
Guerre de Sécession
Batailles
Campagne de la vallée de Shenandoah (1862)
- 1re Kernstown
- McDowell
- Front Royal
- 1re Winchester
- Good's Farm
- Cross Keys
- Port Republic

La bataille de Princeton Court House est une bataille de la guerre de Sécession qui s'est déroulée du 15 au 17 mai 1861, dans le comté de Mercer, Virginie (maintenant Virginie-Occidentale) en conjonction avec la campagne de la vallée de Stonewall Jackson. C'est une victoire mineure de l'armée des États confédérés.

## Contexte
Au début mai 1862, les forces de l'Union sont placées à deux endroits pour envahir la Virginie. La colonne du brigadier général Robert H. Milroy, sur un axe de marche Stauton-route à péage de Parkesburg, avance de Cheat Mountain et occupe successivement camp Allegheny, Monterey, McDowell, et la montagne de la Shenandoah. Retraitant avant l'arrivée des fédéraux, le brigadier général confédéré Edward « Allegheny » Johnson décroche vers Westview, 10 kilomètres à l'ouest de Staunton.

## Bataille
Les soldats de l'Union du district de la Kanawha du brigadier général Jacob D. Cox menace la voie ferrée du Tennessee oriental & Virginie (East Tennessee & Virginia Railroad). À la mi-mai, les fédéraux bien que chassés de Pearisburg, tiennent le comté de Mercer et se préparent à fondre sur la voie ferrée. Le brigadier général confédéré Humphrey Marshall (en) arrive d'Abingdon, Virginie, avec l'armée du Kentucky oriental.
Prenant l'initiative, Marshall, prend le dessus des deux brigades de Cox pendant trois jours de combat du 15 au 17 mai 1861, dans le comté de Mercer, centrés du Princeton Courthouse. Il y a 129 pertes au total.

## Conséquences
Rompant le contact avec les confédérés dans la nuit du 17 mai 1861, Cox retraite de trente kilomètres (vingt miles). Le colonel George Crook, commandant la 3rd brigade de Cox, marche sur la ville de Lewisburg et l'occupe, où le 23 mai 1861 il défait la brigade du brigadier général Henry Heth. Il retraite lorsqu'il apprend que l'armée de Thomas J. « Stonewall » Jackson a mis en déroute une division de l'Union à Winchester le 25 mai 1861.